# Вечеслов, Василий Васильевич
Василий Васильевич Вечеслов (около 1810— 21.05.1866) — офицер Российского императорского флота, командир Учебного морского рабочего экипажа (до 1827 года — Училище корабельной архитектуры), командир 21, 14, 8 флотских экипажей (в разное время), капитан 1 ранга.

## Биография
14 апреля 1821 года поступил в Морской корпус кадетом. 1 мая 1828 года был произведён в гардемарины. Летом того же года плавал на 44-пушечном фрегате « Меркурий», который в составе эскадры адмирала Сенявина, находился в практическом плавании в Балтийском море до бухты Кёге. В 1829 −1830 годах плавал в Финском заливе на 110-пушечном парусном линейном корабле «Император Александр I» и шхуне «Стрела».
22 января 1830 года Вечеслов был произведён в мичманы. 23 декабря 1831 года был переведён в гвардейский экипаж. Проходил службу сначала на 24-пушечном фрегате «Россия», а в 1832 году на 14-пушечной яхте «Нева», плавал между Петербургом и Кронштадтом. В 1833 году на корвете «Князь Варшавский» плавал от Кронштадта до Ревеля, потом на линейном корабле «Император Пётр I» крейсеровал в Балтийском море.
С 1834 года служил на паровых кораблях. Сначала на колёсной яхте «Александрия» с паровой машиной в 90 номинальных л.с. ходил между Петербургом и Кронштадтом, затем до 1839 года служил на 6-пушечном пароходе «Ижора», на котором плавал из Кронштадта в Данциг, Штетин и Стокгольм. 6 апреля 1835 года был произведён лейтенанты.
В 1838 году на пароходе «Ижора», после его тимберовки на Охтенской верфи, ходил из Кронштадта в Штетин. Был награждён орденом Святого Станислава 3 степени и пожалован бриллиантовым перстнем. С 1839 года служил на пароходе «Невка», построенном в Англии в 1838 году. До 1846 год плавал на пароходе «Невка» и на 120-пушечном линейном корабле «Россия» в Финском заливе и Балтийском море, ходил в 1845 году до берегов Дании.
6 декабря 1846 года был произведён в капитан-лейтенанты. В 1847—1851 годах командовал яхтой «Нева». В 1849 году в ходе кампании по  подавлению Венгерского восстания, находился в сухопутном походе с Гвардией к Западным пределам империи, от Санкт-Петербурга до Белостока.
30 марта 1852 года был назначен старшим адъютантом при дежурном генерале Главного морского штаба, а с 6 декабря 1854 года стал командиром  Учебного морского рабочего экипажа.
27 марта 1855 года был произведён в капитаны 2 ранга. 16 января 1856 года был назначен командиром резервного экипажа 2 бригады 2 флотской дивизии, а 17 апреля 1858 года — произведён в капитаны 1 ранга с назначением командиром 21 флотского экипажа и 74-пушечного линейного корабля «Иезеркиль».
В 1859 году был назначен командиром 14 флотского экипажа, в 1863 году — командиром 8 флотского экипажа. 19 апреля 1865 года ему было поручено заведовать морскими командами в Санки-Петербурге.
Умер Василий Васильевич Вечеслов 21 мая 1866 года, похоронен на кладбище Дрегольской церкви Тихвинского уезда.  1 июня 1866 года был исключён из списков Морского ведомства умершим.

## Награды
- орден Святого Станислава 3 степени (1838);
- орден Святой Анны 3 степени (1842);
- орден Святой Анны 2 степени (1848);
- орден Святого Владимира 4 степени (1862);
- орден Святого Владимира 3 степени (1864)[1].